# Das Zeugenhaus (Film)
Das Zeugenhaus ist ein deutscher Fernsehfilm des Regisseurs Matti Geschonneck nach dem gleichnamigen Buch von Christiane Kohl, der am 24. November 2014 im Zweiten Deutschen Fernsehen erstmals ausgestrahlt wurde. Die Premiere fand am 20. November 2014 beim Fernsehfilmfestival Baden-Baden statt.

## Handlung
Im Herbst 1945 richten die US-Amerikaner in einer beschlagnahmten Villa in Nürnberg ein Gästehaus ein. Hier werden ehemalige NS-Funktionäre zusammen mit KZ-Überlebenden und Antifaschisten untergebracht, die alle als Zeugen auf ihre Aussage oder ihre Vernehmung am Internationalen Militärgerichtshof im Rahmen der Nürnberger Prozesse warten, die sich über Monate hinziehen werden.
Aus diesem Grund wird die aus Ungarn stammende Gräfin Belavar in das Hauptquartier der US-Amerikaner gebracht. Da sie vor kommunistischen Verfolgern auf der Flucht ist, die alle Adligen nur zu gern auslöschen möchten, weiß sie nicht, was man hier von ihr will. Zunächst fürchtet sie weiter um ihr Leben, doch erfährt sie, dass sie als Gastgeberin in dem Zeugenhaus fungieren soll, um für die Gäste, die aus Tätern, Opfern und Mitläufern des NS-Regimes bestehen, für ein angenehmes Klima zu sorgen. Allerdings fordert man von der Gräfin, dass sie über die Vorgänge und Gespräche im Zeugenhaus Bericht erstatten soll. Sie lehnt dies ab, weil ihre Erziehung ihr das verbiete.
Die Gräfin übt ihre neue Funktion sehr professionell aus und stellt schnell die Spannungen fest, die zwischen den Gästen bestehen. Zu ihnen gehören die eigentliche Hausbesitzerin Elise Krollmann mit ihrem jugendlichen Sohn Werner, Generalmajor der deutschen Wehrmacht Erwin Lahousen, Hitlers Reichsbildberichterstatter und Freund Heinrich Hoffmann mit seiner Tochter Henriette, der Ehefrau von Baldur von Schirach, einem der Hauptangeklagten des Prozesses. Heinrich Hoffmann fühlt sich als Mitarbeiter der Anklage, denn er soll Fotografien sichten, die für den Prozess Verwendung finden sollen. Zudem entwickelt er im Laufe seines Aufenthaltes einen kleinen Schwarzmarkt im Haus. Weitere Insassen sind Gisela Limberger, eine arrogante und zynische Person aus Österreich, die Hermann Görings Privatsekretärin war, Herr Gärtner, den alle für einen ehemaligen KZ-Kommandanten halten, und Heinrich Ross, der stets erklärt, dass er nicht wisse, was er hier solle; man verwechsele ihn und halte ihn für seinen SS-Bruder Wilhelm Ross. Er zeigt sich entsetzt und fürchtet um sein Leben. Gärtner wird hingegen von den nazitreuen Hoffmann und Limberger verdächtigt, sich mit Aussagen gegen andere Naziverbrecher die Freiheit erkaufen zu wollen, und wird von allen gemieden.
Rudolf Diels und Marie-Claude Vaillant-Couturier treffen als letzte Gäste im Zeugenhaus ein; sie soll angeblich als Übersetzerin beim Prozess helfen. Beide scheinen ein besonderes Geheimnis zu bewahren. So wird Rudolf Diels allein auf einem Zimmer untergebracht, ohne Kontakt zu den anderen Bewohnern. Der Gräfin gegenüber gibt er an, Mittäter des Attentats vom 20. Juli 1944 auf Hitler gewesen zu sein. Später stellt sich heraus, dass er der Gründer der Gestapo war. Als im Haus bekannt wird, dass er ebenfalls Gast ist, regt sich Unmut, da Hoffmann ihn für einen Verräter hält. Einzig Gisela Limberger hofft, in ihm einen Verbündeten zu haben, und schmuggelt für ihn einen Brief aus dem Haus. Dieser hat zur Folge, dass Diels das Zeugenhaus schon bald wieder verlassen kann; als geübtem Intriganten und Wendehals ist es ihm gelungen, auch das US-Militär für sich zu gewinnen.
Während alle Gäste im Zeugenhaus darauf warten, ob und wann sie endlich im Nürnberger Prozess aussagen sollen, ist Generalmajor Erwin Lahousen regelmäßig beim Prozess zugegen. Er leidet sichtlich unter der Vergangenheit des Erlebten. Alpträume bringen ihn dazu, seinem Leben ein Ende setzen zu wollen, was jedoch misslingt. Als die Gäste erfahren, dass er im Prozess detailliert Hitlers Verbrechen schildert und klarmacht, dass die Wehrmacht schwere Kriegsverbrechen begangen hat und die Heeresführung sehr genau darüber eingeweiht war, gibt es erste Eskalationen im Haus. Das verschärft sich, als auch Marie-Claude Vaillant-Couturier endlich im Prozess aussagt, denn sie war im KZ Auschwitz inhaftiert und schildert die Grausamkeiten, denen sie dort persönlich begegnet ist. Als sie in ihr Quartier zurückkehrt, will Hoffmann ihr nicht glauben. Er ist nach wie vor davon überzeugt, dass „sein“ Hitler im Grunde ein guter Mensch war. Der bisher so schweigsame und von allen gemiedene Gärtner kann ihm jedoch klarmachen, dass Hoffmann ganz genau wusste, dass es KZs gab, und dass er dort auch fotografierte, denn er, Gärtner, habe ihn als Gefangener im KZ Mauthausen selbst gesehen. Gärtner ist noch immer traumatisiert von dem Erlebten und schämt sich, am Leben geblieben zu sein, während viele andere starben. Hoffmanns „Führerbild“ zerbricht immer mehr und so versucht er sich zu erhängen, was aufgrund seiner Körperfülle misslingt.
Heinrich Ross gelingt es, das Gericht von seiner Unschuld zu überzeugen. Kurz bevor er voller Freude das Zeugenhaus verlassen und abreisen darf, gibt ihm Heinrich Hoffmann zu verstehen, dass er ihn anhand eines Fotos eindeutig als Wilhelm Ross erkannt hat. Mit diesem Wissen lässt er ihn gehen.
Nach 218 Verhandlungstagen endet der Nürnberger Prozess. Die Hauptkriegsverbrecher wurden verurteilt. Henriette von Schirachs Mann wird dabei zu 20 Jahren Haft verurteilt. Ihr Vater allerdings wird nun wegen seines monatelangen Schwarzhandels der bayerischen Kriminalpolizei übergeben.

## Hintergrund
Die Institution des Zeugenhauses und die Figuren dieses Films beruhen auf historischen Vorbildern. Ihre privaten Handlungen und Konflikte sind dabei frei erfunden. Die 1997 verstorbene Hausdame Ingeborg Kalnoky leitete das Zeugenhaus von 1945 bis 1947.

## Rezeption

### Kritiken
„Magnus Vattrodt (Drehbuch) und Matti Geschonneck (Regie) haben («nach Motiven» von Christiane Kohls journalistischer Recherche Mitte der neunziger Jahre) einen bemerkenswerten Film gemacht. Sie nähern sich dem – denkbar voyeuristisch auslegbaren – Thema respektvoll, nehmen sich aber gleichzeitig fiktionale Freiheit heraus im Blick in die unterschiedlichsten menschlichen Abgründe.“

„Wenn sich deutsche Filmemacher dem Thema der Nürnberger Prozesse annehmen, stehen sie vor der dreifachen Herausforderung, die historische Bedeutung der Prozesse zu würdigen, die Aktualität der verhandelten Fragen zu verdeutlichen, und dem Film-Vorbild gerecht zu werden. Matti Geschonnecks Fernsehfilm 'Das Zeugenhaus' versagt in allen drei Punkten mit einer Vollständigkeit, der man eine gewisse Bewunderung nicht versagen mag. Kramer machte aus einem Prozess gegen niedrige Chargen – dem Juristenprozess von 1947 – Welttheater. Geschonneck macht aus dem Prozess gegen die Hauptkriegsverbrecher Ohnsorgtheater. Kramer konfrontierte die Zuschauer mit den moralischen und politischen Dilemmata seiner Zeit. Geschonnecks Dilemma ist das Fehlen jeder moralischen und politischen Fragestellung im Drehbuch von Magnus Vattrodt. Da kann die Musik noch so bedeutungsschwanger daherkommen, da kann ein Tobias Moretti als Ex-Gestapomann Rudolf Diels noch so finster dreinblicken, ein Udo Samel als Hitlers Leibfotograf Heinrich Hoffmann noch so lustig mit den Augenbrauen wackeln, ein Edgar Selge als Ex-KZ-Häftling noch so verbissen Holz hacken, eine Iris Berben noch so – na, was macht sie eigentlich? Egal: Da können die Schauspieler chargieren, so viel sie wollen, sie haben nichts zu sagen. Dieses Nichts sprechen sie allerdings bedeutsam aus.“

### Einschaltquoten
Die Erstausstrahlung von Das Zeugenhaus am 24. November 2014 wurde in Deutschland von 5,68 Millionen Zuschauern gesehen und erreichte einen Marktanteil von 17,4 % für das ZDF.